# Rainer Berg (Bayern)
Der Rainer Berg (1169 m), auch Rainerberg, ist ein Gipfel in den Schlierseer Bergen, die zu den Bayerischen Voralpen gehören.

## Topographie
Der Rainer Berg ist ein vollständig bewaldeter Gipfel des Rückens der von der Gindelalmschneid über den Auer Berg, den Rainer Berg zur Huberspitz (1052 m) nach Schliersee abfällt. Der gesamte Rücken ist fast vollständig bewaldet, erst bei der Gindel-Alm zeigt sich offenes Gelände.

## Alpinismus
Der höchste Punkt des Rainer Bergs ist als Waldbuckel wenig besucht, einer der oft begangenen Wege von Schliersee zur Baumgartenschneid zieht sich jedoch über den Bergrücken und ist auch mit dem Mountain-Bike leicht erreichbar.

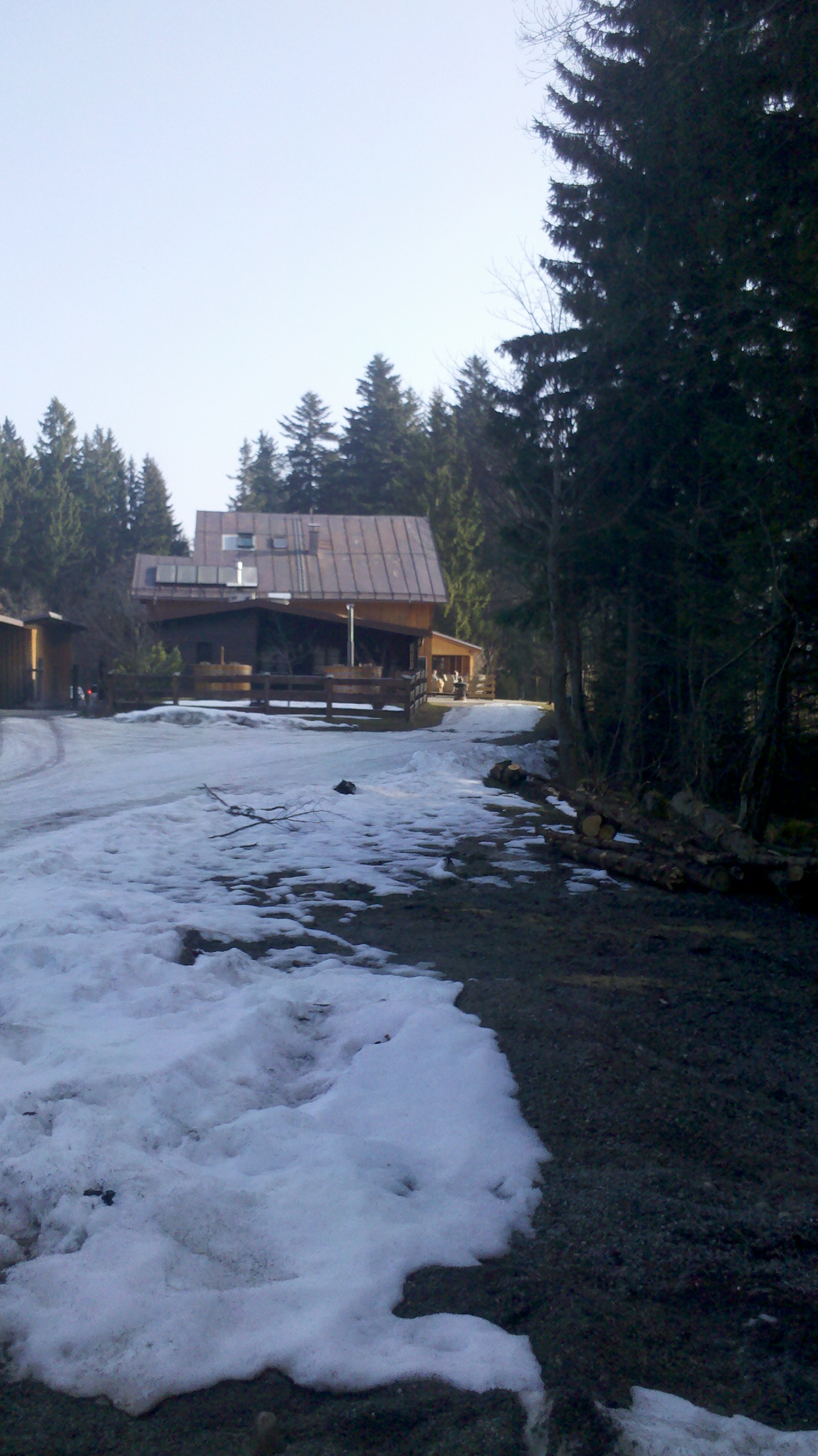
Huberspitz auf der Ostseite des Rainer Bergs mit Berggasthof